# Армањаци
Армањаци су најамници које је Бернар VII изврбовао на југу Француске за рачун лиге формиране 15. априла 1410. године против Жана Неустрашивог, војводе од Бургундије. Армањаци су водили рат нечувеном свирепошћу. После Араског мира којим је окончан рат између Енглеске и Бургундије (1435. године), незапослене банде Армањака живеле су на рачун становништва које су немилосрдно пљачкале. Народ их зато назива  дерикоже (фр. ecorcheurs). Да би их запослио, Шарл VII их шаље у помоћ немачком цару Фридриху III против Швајцараца које туку 26. августа 1444. године код Занкт Јакоба. По повратку у Француску нестају у новоформираним регуларним ордонанс компанијама. 